# Corpo de Bombeiros Militar do Estado do Piauí
O Corpo de Bombeiros Militar do Estado do Piauí (CBMPI) é uma Corporação cuja missão primordial consiste na execução de atividades de defesa civil, prevenção e combate a incêndios, buscas, salvamentos e socorros públicos no âmbito do estado do Piauí.

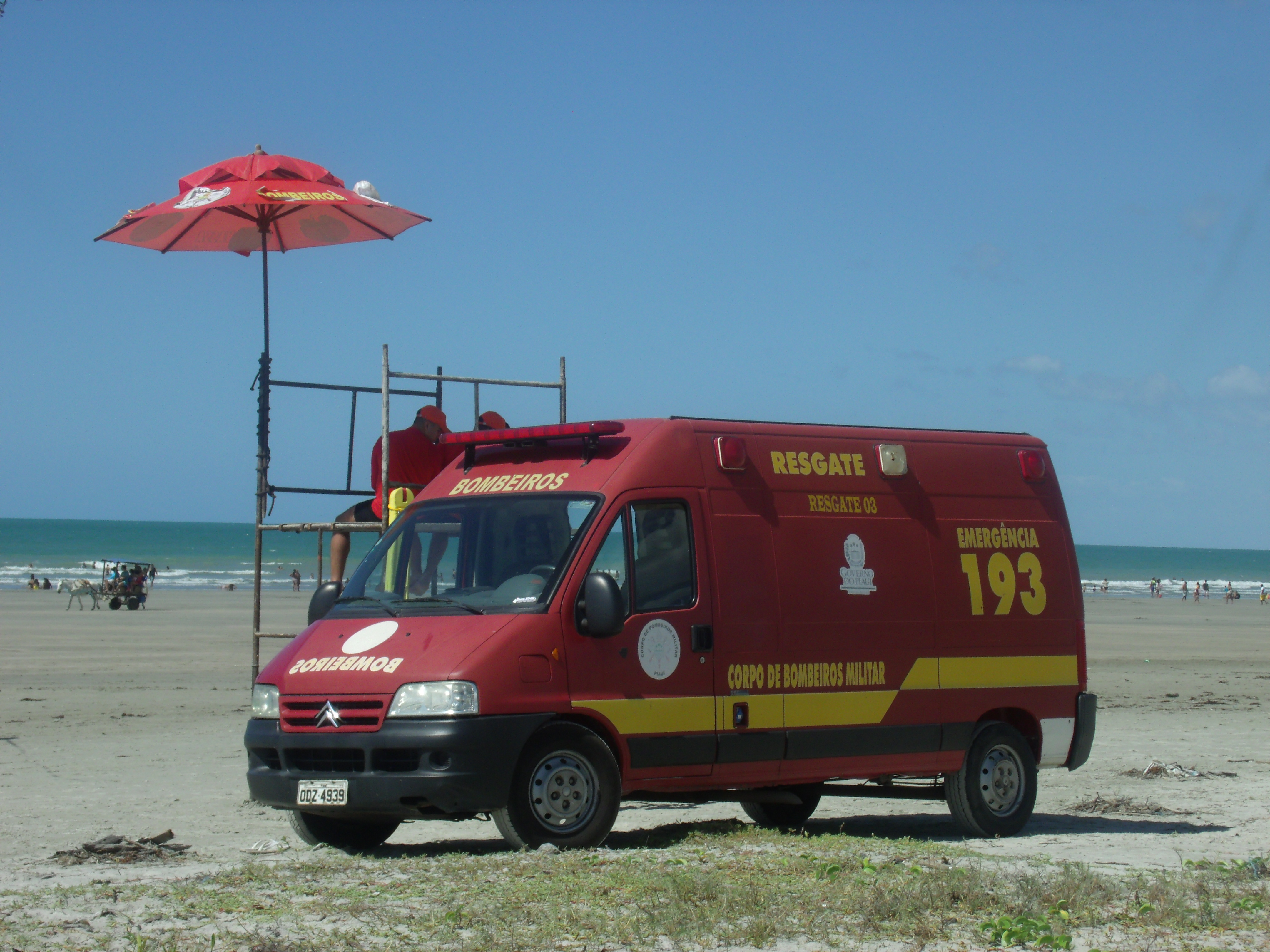
Veículo em prontidão de socorro na praia de Luís Correia, no litoral do estado.

Ele é Força Auxiliar e Reserva do Exército Brasileiro, e integra o Sistema de Segurança Pública e Defesa Social do Brasil. Seus integrantes são denominados Militares dos Estados pela Constituição Federal de 1988, assim como os membros da Polícia Militar do Estado do Piauí.

## Histórico
O Corpo de Bombeiros do Piauí foi criado em 1944, através do Decreto Lei n° 808, de 18 de julho, como uma Seção de Bombeiros da Força Policial do Piauí (atual PMPI). O efetivo inicial era de trinta e três militares: um tenente; três sargentos; quatro cabos; e vinte e cinco soldados.
Em setembro de 1968 a Corporação foi reestruturada; sendo recomposto seu efetivo e equipamento.

## Estrutura operacional
- 1º Grupamento de Incêndio;
- 2º Grupamento de Incêndio;
- Grupamento de Busca e Salvamento;
- Grupamento de Socorro e Emergência.